# Elena Simionescu
Elena Simionescu (n. 23 aprilie 1937, București, România) este o cântăreață de operă - soprană româncă. A luat lecții de canto cu profesoarele Eugenia Elinescu la Liceul de Muzică nr.1 din București și Arta Florescu la Conservatorul de Muzică „Ciprian Porumbescu” din București.
Debutul scenic la Teatrul Liric din Constanța (România), în anul 1964 cu rolul Gilda din opera „Rigoletto” de G.Verdi. Au urmat Violetta Valery din „Traviata” de G.Verdi, Norina din „Don Pasquale” de G.Donizetti, Musetta din „Boema” de G.Puccini, Rosina din „Barbierul din Sevilla” de G.Rossini, Arsena din opereta „Voievodul țiganilor” de J.Strauss, Lady Harriet din „Martha” de F.Flotow, Motanul din „Motanul încălțat” de C.Trăilescu, Madeleine din opereta „Bal la Savoy” de P.Abraham, Adela din „Liliacul” de J.Strauss. 
Din anul 1968 a fost prim solistă a Operei Române din București(România) timp de 20 de stagiuni. A interpretat următoarele roluri: Gilda din opera „Rigoletto” de G.Verdi, Rosina din „Barbierul din Sevilla” de G.Rossini, Constanze din „Răpirea din Serai” de W.A.Mozart, Adela din „Liliacul” de J.Strauss, Motanul din „Motanul încălțat” de C.Trăilescu, Norina din „Don Pasquale” de G.Donizetti, Violetta Valery din „Traviata” de G.Verdi, Despina din „Cosi fan tutte” și Pamina din „Flautul fermecat” de W.A.Mozart, Luxița din „Bălcescu” de C.Trăilescu, Antonia din „Povestirile lui Hoffmann” de J.Offenbach, Margareta din „Faust” de Ch.Gounod, Mimi din „Boema” de G.Puccini, Nedda din „Paiațe” de R.Leoncavallo, Hanna din „Conacul cu stafii” de S.Moniuszko, Cio-Cio-San din „Madama Butterfly” de G.Puccini, Ileana din „Horia” de N.Bretan, Tatiana din „Evgheni Oneghin” de P.I.Ceaikovski, Beatrice din „Vedere de pe pod” de R.Rossellini, Zița din „O noapte furtunoasă” de P.Constantinescu.

### Turnee
• Franța, Austria, Belgia, Rusia, Serbia, Cehia, Slovacia, Polonia, Bulgaria

### Colaborări cu dirijori
• Josef Daniel, Siegfried Köhler, Peter Paul Fuchs, Mladen Basič, Zelyko Straka, Kazimir Pustelak, Andre Vandernoot.

### Distincții
• Premiul al III-a și medalia de bronz la Concursul Internațional „George Enescu” din București-România-1961. 
- Meritul Cultural în grad de ofițer, acordat de președintele României-2004.[3]

### Apariții Enciclopedice
• „Who’s who in the opera”-New York-1976, 1984 Cambridge și „Who’s who in the music” - 1987 Cambridge.

### Retragere din activitate
S-a retras din activitate în anul 1989.